# The Punisher (videojuego de 2005)
The Punisher es un videojuego de disparos en tercera persona desarrollado por Volition y publicado por THQ. Fue lanzado en 2005 para PlayStation 2, Xbox y Microsoft Windows; Un juego para teléfonos móviles también fue desarrollado por Amplified Games y lanzado en 2004. El juego está protagonizado por el antihéroe de Marvel Comics, The Punisher. Luego de que su familia es asesinada por la mafia, Frank Castle dedica su vida a castigar a los criminales. Los jugadores toman el control del vigilante para seguir criminales y matarlos. La historia del juego es una mezcla de la película de 2004, así también como la serie de 2000, Welcome Back, Frank. 
The Punisher recibe la voz del actor Thomas Jane, el mismo que lo interpretó en la película de 2004.

## Jugabilidad
La jugabilidad en The Punisher ofrece una combinación de exploración, sigilo y combate. Cuando se enfrenta a un enemigo, el Punisher puede atacar o acercarse sigilosamente a realizar una "muerte rápida" de un solo botón. Dependiendo del villano, su ubicación, y el nivel de agresión del jugador, una de numerosas agresiones mortales serán llevadas a cabo. Los entornos del juego también cuentan con puntos de interrogatorio, donde el vigilante en esencia puede torturar a sus enemigos, obligando a compartir información que pueda ayudarle en su búsqueda.
El juego cuenta con muchos cameos de personajes de Marvel Comics, tales como Iron Man, Nick Furia, Viuda Negra, Matt Murdock (el alter ego de Daredevil), Guerrillero, Kingpin y Bullseye. También están presentes varios personajes de Welcome Back, Frank, como los detectives Martin Soap y Molly Van Richtofen, los vecinos de Punisher Joan y Spacker Dave, Ma Gnucci, El Ruso y el General Kreigkopf.

## Historia
El juego comienza con el Punisher siendo capturado por agentes de la policía después de matar a varios delincuentes de la Yakuza en un edificio desconocido. Después de abandonar el edificio, es arrestado por la policía y más tarde es transferido a la Isla Ryker y es interrogado por los detectives Molly Van Richtofen y Martin Soap. El resto del juego se produce en momentos de flashback durante el interrogatorio.
En primer lugar, el Punisher atraviesa las calles y salva a una mujer de un asaltante, y después invade un fumadero y mata a su dueño (apodado Damage) al lanzarlo de varios pisos sobre el suelo. Después de casi ser atropellado por un coche a su salida, el Punisher sigue el vehículo a un desarmadero. Después de matar a todos los criminales allí, se entera de que es propiedad de la familia mafiosa Gnucci (dirigida por Ma Gnucci) porque Carlo Duka (el propietario individual del negocio) es un teniente Gnucci. El Punisher mata a Duka lanzándolo en un compactador de coches donde Duka es triturado. En una misión posterior, el Punisher mata a Bobby Gnucci (uno de los hijos de Ma Gnucci) en el bar de Lucky disparándole varias veces.
Ma Gnucci contrata al Guerrillero para capturar a Joan, una vecina del Punisher. El Punisher la sigue hasta el Zoológico de Central Park, donde la rescata. La próxima misión tiene lugar en la Funeraria de Grey, en el funeral de Bobby Gnucci. El Punisher mata a Eddie Gnucci (el otro hijo de Gnucci) lanzándolo por una ventana donde es empalado en una estaca de la entrada. El Punisher luego viaja a la finca Gnucci para matar al Guerrillero y a la mismísima Ma Gnucci. Después de luchar con los hombres restantes de Ma, Punisher entonces pelea contra el Guerrillero a quien derrota en un tiroteo. Para terminar con él, Punisher le arranca el brazo y le dispara el arma en el pecho, que lanza al Guerrillero varios metros sobre el suelo. Castle lanza a Ma por la ventana del piso más alto de su mansión.
Durante el asalto de Punisher en la finca Gnucci, se entera de que los Gnucci están recibiendo dinero de drogas de los mercenarios rusos en el muelle de Nueva York. En los muelles, se entera de que el General Kreigkopf planea traficar armas nucleares en la ciudad de Nueva York. Después de atacar a los hombres en un barco de carga que supuestamente llevaba el arma (no estaba a bordo) y ser asaltado en su apartamento por un gigantesco hombre llamado El Ruso, el Punisher ataca la Isla Grand Nixon, su siguiente pista en la ubicación del arma. En la isla, el Punisher se encuentra con Nick Furia, que lo ayuda a derrotar a Kreigkopf y al Ruso, así como impedir que se lance la bomba nuclear. Ambos escapan antes de que los misiles sean detonados, destruyendo la Isla Grand Nixon.
Al regresar a casa, El Punisher descubre que Kingpin se ha encargado de los chantajes de los antiguos Gnucci. Él ataca la sede de Kingpin, las Industrias Fisk, donde el Punisher derrota a Bullseye arrojándolo por una ventana del último piso del rascacielos. Kingpin le dice al Punisher que sus verdaderos enemigos son los Yakuza japoneses. El Punisher se entera de que este grupo de Yakuza son llamados el Sol Eterno, y están tratando de controlar a los restantes Gnucci y las operaciones rusas del crimen.
El Punisher luego visita las Torres Stark, una instalación propiedad de Tony Stark (Iron Man), tras enterarse de que el Sol Eterno están tratando de robar algunas armas de alta tecnología y armadura. El Punisher decide asaltar el edificio Takagi, la casa del líder del Sol Eterno, Takagi. Él descubre que Puzzle se ha infiltrado en la banda, y está ganando seguidores. Mientras que Puzzle está encarcelado en la Isla Ryker, el Sol Eterno ya está pensando en dominarlo. Después de escapar del edificio Takagi, el Punisher permite ser capturado por el Det. Martin Soap, que ha estado proporcionando información al Punisher, y es llevado a la Isla Ryker, para hacer frente a Puzzle allí, en ese momento, los flashbacks regresan al día actual con la historia, y el resto del juego se lleva a cabo en el presente.
Durante el interrogatorio, la cárcel estalla en un alboroto. El Punisher escapa de su celda, y comienza a luchar a través de los internos y los miembros restantes del Sol Eterno que El Punisher dejó vivos. Llega a la azotea y se encuentra cara a cara con Puzzle, y termina derrotándolo a pesar de la armadura de Iron Man que porta Puzzle. A medida que el Punisher sale en un helicóptero, él lanza a Puzzle, causándole la muerte.
En la escena poscréditos, Kingpin está planeando su venganza contra el Punisher por la vergüenza que le causó mientras un trabajador de salud sube a Bullseye a una camilla.

## Personajes principales
- Punisher - El personaje principal del juego, un vigilante muy violento y hastiado. El actor Thomas Jane regresó a darle voz al personaje.
- Puzzle - Archienemigo del Punisher. El personaje de Puzzle es diferente de su encarnación del cómic. Él es presentado como John Saint, el hijo desfigurado del villano de la película, Howard Saint.
- Detective Martin Soap - Un detective de la policía y amigo del Punisher, lo ayudó a escapar de la custodia en la prisión de la Isla Ryker.
- Teniente Molly Von Richtofen - Una investigadora de la policía que interroga al Punisher.[1]
- Spacker Dave - Vecino del Punisher, y genio técnico que lo ayuda durante el ataque a las Torres Stark.
- Joan - Vecina de al lado del Punisher. Ella es secuestrada por el Guerrillero en el zoológico de Central Park como cebo para el Punisher.
- General Kreigkopf - Un exgeneral del ejército estadounidense caído en desgracia. Kreigkopf está planeando lanzar un misil nuclear a Nueva York a causa de su odio a los Estados Unidos.
- Takagi - El líder original de la banda yakuza "Sol Eterno" antes de que Puzzle se hace cargo de la misma.
- Guerrillero - Un exagente de la CIA. Uno de sus brazos es un arma de fuego.
- El Ruso - Un asesino a sueldo contratado por el GeneraL Kreigkopf.
- Ma Gnucci - La matriarca de un sindicato de la mafia. Sus hijos sirven como sus lugartenientes en sus operaciones.
- Viuda Negra - Agente de S.H.I.E.L.D., ayuda al Punisher a acabar con los mercenarios rusos en el muelle 74.
- Nick Fury - Líder de S.H.I.E.L.D., ayuda al Punisher en la isla de Kreigkopf.
- Matt Murdock - El abogado asignado al Punisher, que es la identidad secreta de Daredevil, pero no aparece como el superhéroe. Lo menciona un matón en el nivel "Bar de Lucky" cuando se pregunta si éste podría hacer frente a Sonny Corleone, a lo que otro responde que es «un personaje de cómic», y también es mencionado en el nivel "Edificio Takagi" cuando se cuenta que Daredevil se enfrentó a cien hombres MGH, y aparece con su identidad civil al final del nivel "Industrias Fisk", pero el Punisher rechaza su ayuda legal apenas entra.
- Iron Man - Propietario y director general de Industrias Stark. Él aparece al final del nivel "Torres Stark" luchando contra las fuerzas Yakuza que tratan de tomar el edificio. Se hace un guiño al alcoholismo de Stark cuando éste, luego de enterarse de que le robaron algunas piezas y planos de su armadura, dice "Necesito un trago".
- Bullseye - Asesino a sueldo contratado por Kingpin. Ataca al Punisher durante el ataque a Industrias Fisk.
- Kingpin - Ejecuta la mayor parte de las actividades ilegales en Nueva York. Kingpin sorpresivamente parece querer vengarse del Punisher al final del juego, incluso sabiendo que el Punisher fue engañado por Puzzle para debilitar a Fisk.

## Armas
- Semiautomática calibre .45: se desbloquea en el nivel "El antro de drogas"
- Escopeta de aire comprimido: se desbloquea en el nivel "El antro de drogas"
- Subfusil calibre .40: se desbloquea en el nivel "La finca Gnucci"
- Pistola ametralladora calibre .45: se desbloquea en el nivel "Taller de desguace"
- Pistola semiautomática calibre .50: se desbloquea en el nivel "El Igor Baltiysky"
- Pistola ametralladora 5.56mm: se desbloquea en el nivel "La funeraria de Grey"
- Rifle de asalto de 5.56mm: se desbloquea en el nivel "El zoológico"
- Subfusil 5.7mm: se desbloquea en el nivel "Industrias Fisk"
- Rifle de asalto de 7.62mm: se desbloquea en el nivel "Muelle 74"
- Arma anticarro: se desbloquea en el nivel "Muelle 74"
- Escopeta automática modificada: se desbloquea en el nivel "Edificio Takagi"
- Rifle de combate: se desbloquea en el nivel "Torre Stark"
- Lanzallamas: se desbloquea en el nivel "El Igor Baltiysky"
- Lanzagranadas: se desbloquea en el nivel "Muelle 74"
- Cañón de mano: se desbloquea en el nivel "La finca de Gnucci"
- Ametralladora: se desbloquea en el nivel "La funeraria de Grey"
- Revólver: se desbloquea en el nivel "Bar de Lucky"
- Fusil de precisión: se desbloquea en el nivel "Isla Grand Nixon"

## Recepción
El juego recibió críticas mixtas, criticando los efectos del juego, el sonido y la jugabilidad lineal y repetitiva, pero alabando su sistema de tortura, historia, la enorme cantidad de violencia y al mismo Punisher.

## Controversia
The Punisher contiene escenas de tortura y desmembramiento muy espantosas y, en consecuencia, tiene la distinción de ser uno de los únicos juegos amenazados con una calificación ESRB de AO estrictamente por la violencia. Aunque nunca recibió oficialmente la calificación, los desarrolladores optaron por colocar las escenas del "interrogatorio" en blanco y negro para reducir su naturaleza gráfica con el fin de lograr la calificación M mucho más comercial, años más tarde en la versión para PC se pueden quitar las escenas de blanco y negro gracias a un parche dejando las escenas de muerte ser visibles a todo color, este videojuego es clasificado como uno de los más violentos y brutales pero por raro que sea es superado por violencia otros juegos como  Postal, Manhunt 2 y Hatred.
En el Reino Unido, el BBFC obligó a THQ a ampliar aún más el efecto de solarización de las escenas, el distanciamiento de la cámara antes de los asesinatos y la adición de un efecto de zum en ellas, con el fin de pasarlo con un certificado de 18, haciendo a The Punisher, uno de los únicos juegos en requerir cortes de BBFC con el fin de ser clasificados para 18. En Australia, el ACB exigió recortes similares, incluida la eliminación de dos escenas en total.  En Alemania, el juego fue colocado en la infame lista BPjS/BPjM.